# SS Pontic (1894)
SS Pontic byla loď společnosti White Star Line vybudovaná roku 1894 v loděnicích Harland & Wolff v Belfastu. Byl používán jako pomocná loď převážející pasažéry na větší loď, která nemohla zakotvit přímo v přístavu. Nakonec byl roku 1930 sešrotován.